# Neda
Neda ist ein weiblicher Vorname.

## Namensträgerinnen
- Neda Agha-Soltan (1982–2009), Teheraner Studentin, die bei Protesten gegen die Präsidentenwahl im Iran 2009 erschossen wurde
- Neda Parmać (* 1985), kroatische Sängerin
- Neda Rahmanian (* 1978), deutsche Schauspielerin iranischer Herkunft
- Neda Ukraden (* 1950), serbische Schlager- und Popsängerin